# Gerard Vermeersch
Gerard Vermeersch (Ieper, 8 juni 1923 - Brugge, 29 augustus 1974) was een Vlaamse toneelspeler, toneelschrijver en toneelregisseur, televisie- en filmacteur, radiomaker en cabaretier.
Hij zou net als zijn broer in de zaak thuis kleermaker worden, maar begon al gauw met amateurtoneel. Op dertigjarige leeftijd trok hij naar het Koninklijk Conservatorium in Gent. Daarna ging hij les geven, hij gaf voordracht in verschillende academies en dictie in verschillende scholen (o.a. het toenmalige technisch instituut Heilige Familie te Ieper, waar het auditorium (gebouwd in 2000) naar hem vernoemd is). Op het einde van zijn leven gaf hij voordracht in het conservatorium in Gent.
Daarnaast was hij veelvuldig actief in de kunstwereld; hij was acteur in theater, op tv en in film, hij schilderde, schreef, regisseerde ook voor theater. Hij werd echter vooral bekend door zijn humoristische werken op radio en als cabaretier. Een van zijn populaire sketches was de Avelgem-conference, waarvan de woorden "Avelgem... dedju dedju" en "de Kwaremont ligt open" nog steeds bekend zijn. Ook zeer bekend is "Ik bouw een huis", waaruit vooral de "loodgieter" nog bij velen in het geheugen zit. Gerard Vermeersch stierf op 51-jarige leeftijd.
Te zijner nagedachtenis is de Gerard Vermeerschprijs ingesteld.

## Discografie
- Gerard Vermeersch - Gerard Vermeersch - (Parsifal cd 273)

## Publicaties
- De wereld draait vierkant, 1965.
- Puntjes, 1964.
- De andere Hendrik, toneelstuk, 1960.